# No-One but You (Only the Good Die Young)
〈No-One But You (Only the Good Die Young)〉는 1991년 리드 싱어 프레디 머큐리가 세상을 떠난 후 1997년 영국의 록 밴드 퀸의 나머지 멤버 3명이 녹음한 유일한 곡이다. 이 곡의 작곡가인 기타리스트 브라이언 메이와 드러머 로저 테일러는 리드 보컬을 공유한다. 이 곡은 《Queen Rocks》 음반에 수록되어 발매되었으며, 〈Tie Your Mother Down〉과 함께 더블 A-사이드 싱글로도 발매되었다.
이 노래의 자극은 1997년 8월, 다이애나가 사망한 후였지만, 대부분 프레디 머큐리에 대한 찬사였다. 그것은 머큐리와 너무 빨리 죽는 모든 사람들에게 바쳐졌다. 이 곡은 원래 브라이언 메이 솔로 프로젝트를 위해 쓰여졌고, 결국 음반 《Another World》로 발전했다. 그는 그 노래의 데모를 로저 테일러에게 보냈는데, 로저 테일러는 자기 계정으로 그것을 서랍에 넣고 잊어버렸다. 결국 그 말을 들은 테일러는 그것이 퀸 노래로 바뀔 수 있다고 제안했다. 테일러의 공헌은 템포를 바꾸고 가사를 머큐리에 덜 구체화시키는 것이었다.
퀸의 《Greatest Hits III》에 수록된 이 곡은 밴드의 나머지 세 멤버만 수록되었다. 이 녹음은 이후 공적 생활에서 은퇴한 베이스 기타리스트 존 디콘이 참여한 마지막 녹음이기도 했다. 이것은 2014년 발매된 《Queen Forever》가 발매되기 전까지의 마지막 퀸 발매였다.

## 뮤직 비디오
뮤직 비디오는 도로가 제작해 1997년 11월 29일 런던 브레이 스튜디오에서 촬영했다. 흑백으로 촬영했고, 스튜디오에 퀸의 남은 멤버 3명만 출연했다.
두 번째 버전도 만들어졌고, 완전히 다른 편집으로 프레디가 밴드에서 오랜 세월을 보낸 세피아 색상의 장면을 담았다. 이 버전은 《Queen Rocks: The Video in 1998》와 1999년의 《Greatest Hits III》 VHS에 관한 비디오이다.

## 참여 인원
- 브라이언 메이 - 1절과 3절의 리드 보컬, 백 보컬, 피아노, 일렉트릭 기타[5]
- 로저 테일러 - 2절 리드 보컬, 백 보컬, 드럼
- 존 디콘 - 베이스 기타